# Berend Harms
Berend Harms (auch Berend Harms-Bilsen; * 27. März 1939 in Bilsen) ist ein deutscher Politiker (SPD), von 1971 bis 1987 war er Mitglied des Landtags von Schleswig-Holstein.

## Leben
Harms studierte nach dem an der Oberschule in Uetersen abgelegten Abitur Physik und Mathematik in Hamburg. 1966 legte er das Staatsexamen ab und schloss – ebenfalls in Hamburg – ein Philosophie-Studium an. Er war als Wissenschaftlicher Mitarbeiter, unter anderem der Max-Planck-Gesellschaft, tätig und unterrichtete ab 1969 in Hamburg und ab 1971 in Quickborn als Studienrat z. A. an einer Schule. 1970 hatte er das Zweite Staatsexamen abgelegt.
Im Jahr 1971 wurde Harms über die SPD-Landesliste in den Landtag Schleswig-Holsteins gewählt. 1975, 1979 und 1983 zog er erneut über die Landesliste in den Landtag ein. Er gehörte einer Vielzahl von Landtagsausschüssen an und war 1978/1979 Vorsitzender des Volksbildungsausschusses. Von 1980 bis 1983 war Harms Parlamentarischer Geschäftsführer der SPD-Fraktion. 1987 schied der in Heede lebende Politiker aus dem Landtag aus.
Er war von 1970 bis 1975 Mitglied des Kreistages des Kreises Pinneberg und von 1991 bis 2003 Landrat des Kreises. Seine Nachfolge trat Wolfgang Grimme (CDU) an.
Harms ist zudem Mitglied der Gewerkschaft Erziehung und Wissenschaft und der Arbeiterwohlfahrt.